# サミュエル・クーパー
サミュエル・クーパー（Samuel Cooper、1608年 – 1672年5月5日）はイギリスのミニアチュール画家である。王族や、有力者の肖像画を描いた。

## 略歴
ロンドンで生まれた。母方の叔父にミニアチュール画家のジョン・ハスキンス(John Hoskins: 1589/1590-1664)がいて、弟のアレキサンダー・クーパー(Alexander Cooper: 1609–1660)もミニアチュール画家になった。1610年に両親が亡くなり、ジョン・ハスキンスに養育され、弟とともに叔父からミニアチュール画家としての訓練を受けた。
クーパーの作品は1642年の日付のものから残されていて、クーパーは1642年にクリスティアーナ・ターナー(Christiana Turner)と結婚した。妻の姉妹に詩人のアレキサンダー・ポープの母親がいる。1650年から亡くなるまで、ロンドンのコヴェント・ガーデンの通りに住んだ。清教徒革命(1642-1649)でイングランド共和国初代護国卿となったオリバー・クロムウェルやイングランド王政復古後の有力者の肖像画を描いた。
サミュエル・クーパーは彼の時代の最も優れたミニアチュール画家とされ、1620年ころからイギリスで働いたフランドル出身の肖像画家、アンソニー・ヴァン・ダイク(1599-1641)の影響を受けていたともされる。
有力な政治家、官僚のサミュエル・ピープスが残した1660年代の史料的価値が大きい日記にサミュエル・クーパーは何度か言及され 、クーパーが優れた楽器演奏家であったことや、ピープスから注文を受けて £ 35の代金でピープスの妻の肖像画を描いたことが記されている。

## 作品

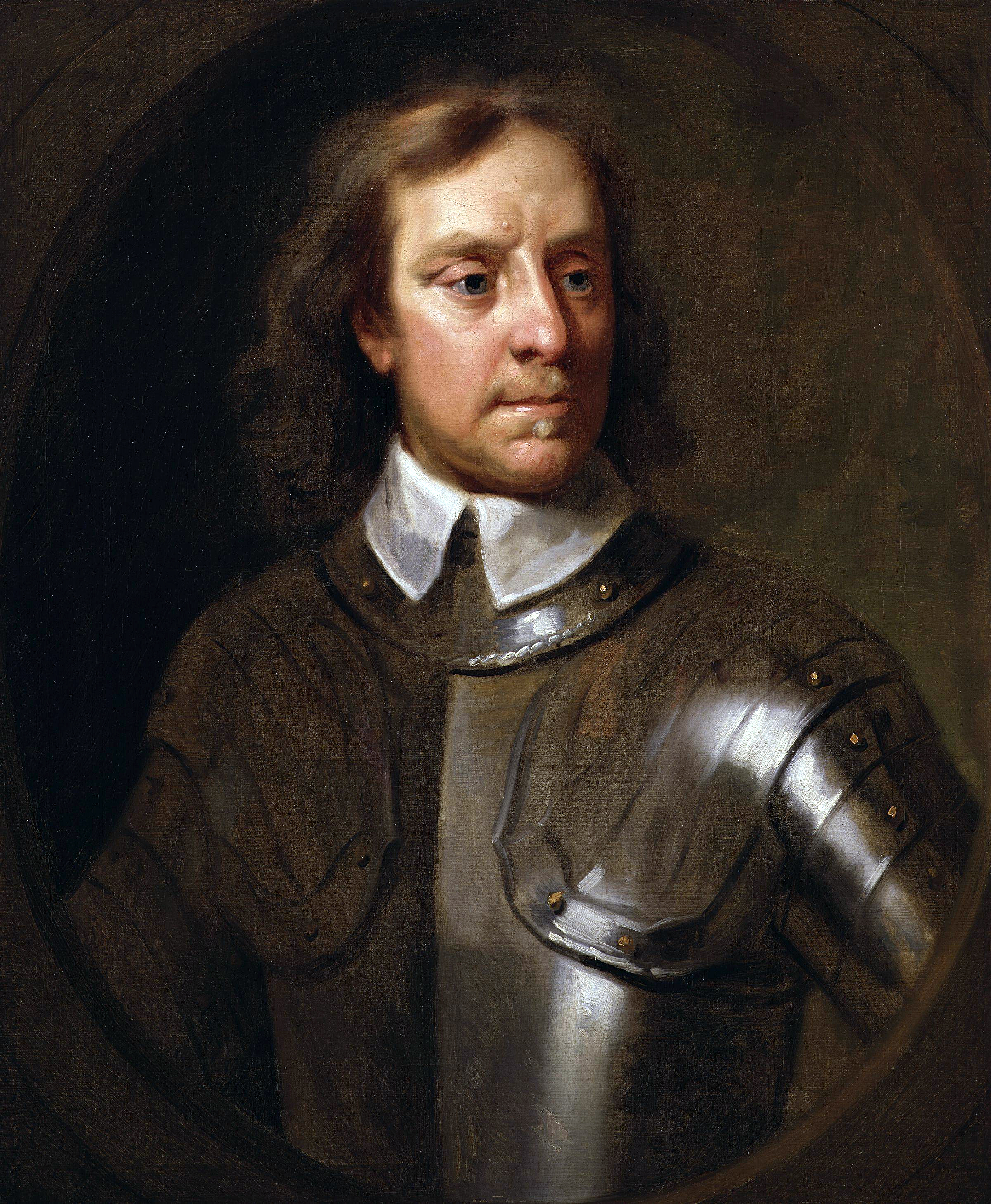
1656年のクーパーの原画をもとにしたオリバー・クロムウェルの肖像画 ナショナル・ポートレート・ギャラリー蔵
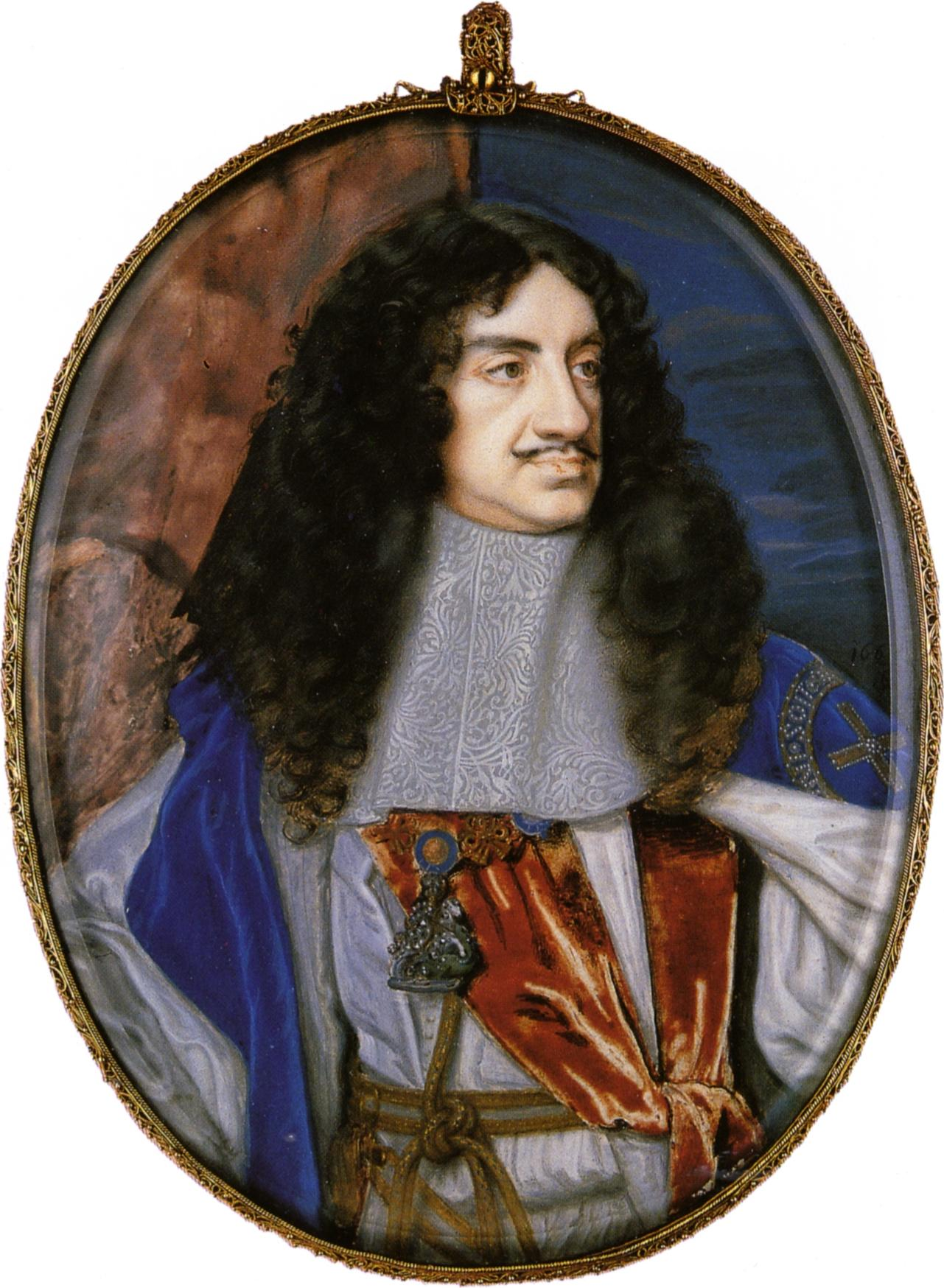
チャールズ2世 マウリッツハイス美術館蔵
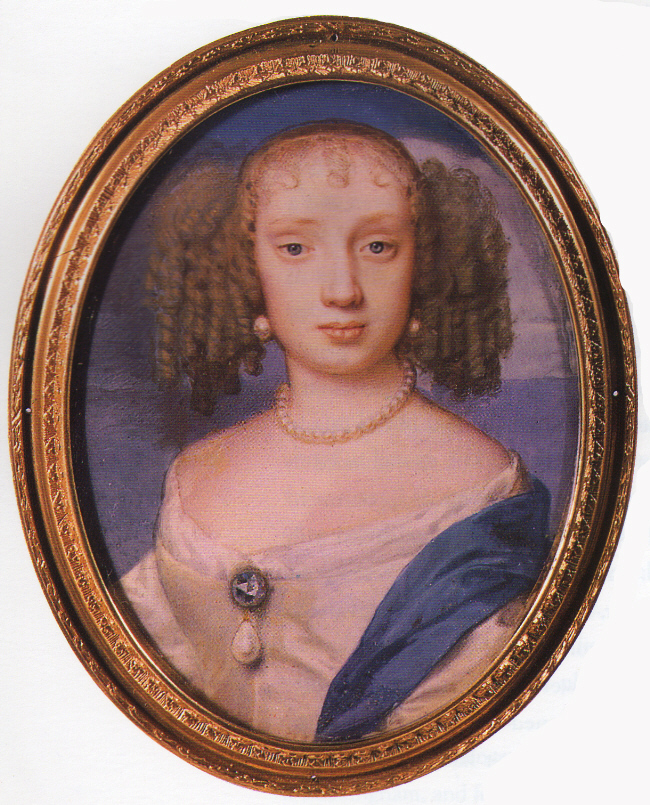
ヘンリエッタ・アン・ステュアート ヴィクトリア&アルバート博物館蔵
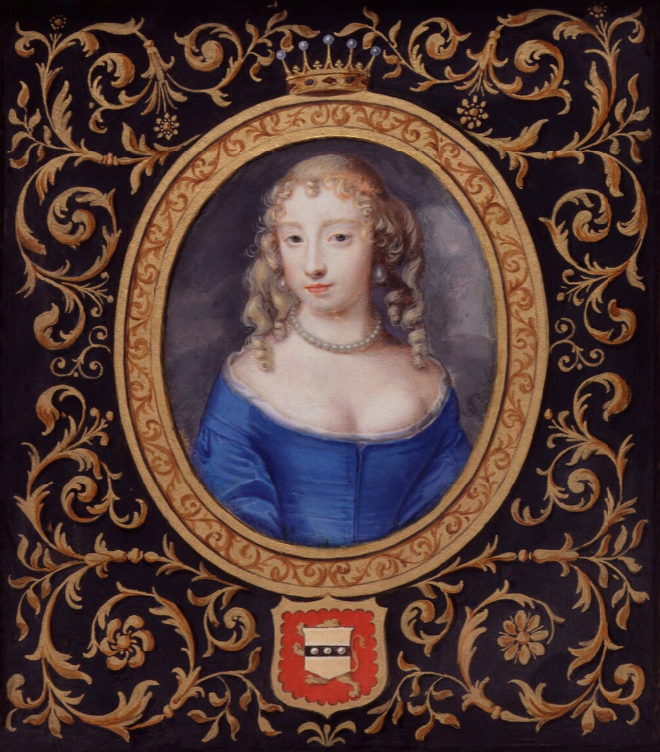
ハミルトン公爵夫人 ナショナル・ポートレート・ギャラリー蔵